# Suncheon

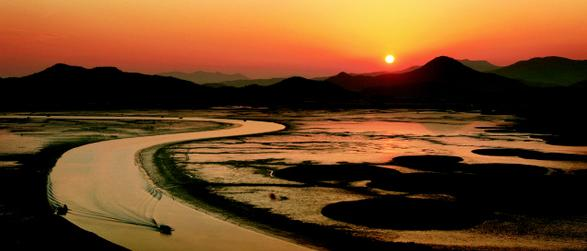

Suncheon (hangul 순천시, hanja 順天市) är en stad i provinsen Södra Jeolla i Sydkorea. Folkmängden var 284 238 invånare i slutet av 2020.
Centralorten (88,68 km²) med 191 166 invånare (2020) är indelad i 13 administrativa stadsdelar:
Deogyeon-dong,
Dosa-dong,
Hyang-dong,
Jangcheon-dong,
Jeojeon-dong,
Jogok-dong,
Jungang-dong,
Maegok-dong,
Namje-dong,
Pungdeok-dong,
Samsan-dong,
Wangjo 1-dong och
Wangjo 2-dong.
Resten av kommunen (822,35 km²) med 93 072 invånare (2020) består av en köping (eup) och tio socknar (myeon):
Byeollyang-myeon,
Haeryong-myeon,
Hwangjeon-myeon,
Juam-myeon,
Nagan-myeon,
Oeseo-myeon,
Sangsa-myeon,
Seo-myeon,
Seungju-eup,
Songgwang-myeon  och
Woldeung-myeon.